# Luka Botić
Luka Botić (Split, 1830. – Đakovo, 22. kolovoza 1863.),  hrvatski književnik i političar.

## Životopis
Gimnaziju je završio u Splitu, a teologiju je studirao u Zadru. Bio je zagrijan za ideje narodnog preporoda. Jedno vrijeme je radio kao Strossmayerov službenik na dvoru u Đakovu, ali kako je odbio prisegnuti vjernost caru dobio je otkaz. Nakon pada Bachova apsolutizma, 1861. postaje zastupnik u Saboru, gdje se bori za ujedinjene Hrvatske i Dalmacije. Umro je od tuberkuloze. Veliki uspjeh postigla je njegova pripovijest u stihu Pobratimstvo, a njegovo glavno djelo, spjev Bijedna Mara, bilo je vrlo popularno među suvremenicima. Ostala su mu značajnija djela spjev Petar Bačić i proza Dilber Hasan. Smatra se osnivačem hrvatskog romantičnog epa.

## Djela
- Pobratimstvo
- Bijedna Mara
- Petar Bačić
- Dilber Hasan